# Petroica longipes
La petroica de la isla Norte o petroica neozelandesa (Petroica longipes) es una especie de ave paseriforme de la familia Petroicidae endémica de la isla Norte de Nueva Zelanda. Era considerada conespecífica con la petroica de la isla Sur, pero los análisis de ADN mitocondrial han demostrado que los dos linajes se separaron antes del Pleistoceno, lo que apoya la clasificación como especie separada.

## Descripción
Mide 18 cm de largo en promedio, los machos pesan entre 26,7 y 35 g y las hembras entre 25,9 y 31,5 g. El plumaje es, en general, gris oscuro y negro, con una zona pálida en el vientre y el pecho (más pequeña que la especie de la isla del sur) y rayas pálidas en las partes superiores. Presenta cierto dimorfismo sexual, los machos son ligeramente más grandes y tienen un plumaje más oscuro que las hembras.

## Distribución y hábitat
Se distribuye principalmente en el centro de la isla Norte, con pequeñas poblaciones relictas en el norte y sur de la isla Moturua en la bahía de las Islas, la isla Little Barrier y la isla Kapiti. Dos poblaciones han sido restablecidas en el santuario de Zealandia en Wellington y Moehau en la península de Coromandel. Una población remanente también se está reestableciendo en la reserva escénica de Ohope cerca de Whakatane, 40 aves fueron trasladadas a la reserva desde la isla Mokoia.
Su hábitat natural son los bosque nativos, particularmente de Podocarpus y Nothofagus, desde el nivel del mar hasta la línea arbolada.

## Comportamiento

### Alimentación
La petroica de la isla Norte, al igual que la petroica de la isla Sur, se alimenta en o cerca del suelo. Se alimenta principalmente de invertebrados, que incluye cigarras, lombrices, wetas, caracoles y arañas, y a veces también come frutas. Esta especie tiende a almacenar suministros de alimentos cuando las presas son abundantes, aunque los machos almacenan más comida que las hembras. Ambos sexos robarán la comida de su pareja y es menos probable que almacenen alimento si su pareja está presente.